# Marchena (Galápagos)
Marchena (englisch auch Bindloe Island) ist eine der Galapagosinseln. Sie wurde nach Fray Antonio Marchena benannt und hat eine Fläche von 130 km². Der höchste Punkt der Insel ist etwa 343 Meter über dem Meeresspiegel gelegen. 
Es gibt selten Touristen auf der Insel. Die meisten Besucher können die Insel lediglich aus der Ferne betrachten, wenn sie nach Genovesa fahren, die Marchena nächstgelegene Insel. Genovesa befindet sich etwa 75 Kilometer entfernt. 
Wie die meisten größeren Galapagos-Inseln hat Marchena einen Krater, der etwa 6 km lang und 7 km breit ist.